# Insane Poetry
Insane Poetry é um grupo de horrorcore estadunidense, formado em 1988.